# Persone di nome Oreste
| Questa pagina contiene informazioni ricavate automaticamente dalle voci biografiche con l'ausilio del template Bio e di un bot. L'aggiornamento è periodico e automatico e ricostruisce completamente la pagina. Se manca una persona in questa lista, sei pregato di non aggiungerla, ma accertati piuttosto che la sua voce biografica contenga il template Bio e che i dati anagrafici siano correttamente compilati. Se il template Bio manca, inseriscilo tu stesso o, in alternativa, metti l'avviso {{tmp\|Bio}} che ne segnala la mancanza. Se i dati riportati sono sbagliati, correggi direttamente la voce biografica; le modifiche saranno visibili in questa lista entro pochi giorni. Per chiarimenti vedi il progetto antroponimi. La lista contiene solo le 134 persone che sono citate nell'enciclopedia e per le quali è stato implementato correttamente il template Bio. Pagina aggiornata al 6 ago 2025. |

Questa è una lista di persone presenti nell'enciclopedia che hanno il nome Oreste, suddivise per attività principale.

## Agronomi(1)
- Oreste Bordiga, agronomo italiano (Novara, n. 1852 - Portici, † 1931)

## Allenatori di calcio(3)
- Oreste Barale, allenatore di calcio e calciatore italiano (Pezzana, n. 1904 - Alessandria, † 1983)
- Oreste Didonè, allenatore di calcio e ex calciatore italiano (Milano, n. 1967)
- Oreste Lamagni, allenatore di calcio e ex calciatore italiano (Marcaria, n. 1952)

## Allenatori di sci alpino(1)
- Oreste Peccedi, allenatore di sci alpino italiano (Bormio, n. 1939 - Bormio, † 2024)

## Architetti(2)
- Oreste Biringucci Vannocci, architetto italiano (Siena, n. 1558 - Mantova, † 1585)
- Oreste Ruggiero, architetto, artista e scrittore italiano (Napoli, n. 1950)

## Attivisti(1)
- Oreste Scalzone, attivista italiano (Terni, n. 1947)

## Attori(7)
- Oreste Bilancia, attore italiano (Catania, n. 1881 - Roma, † 1945)
- Oreste Calabresi, attore italiano (Macerata, n. 1857 - Lecco, † 1915)
- Oreste Castagna, attore italiano (Milano, n. 1959)
- Oreste Fares, attore italiano (Roma, n. 1885 - Roma, † 1950)
- Oreste Lionello, attore, cabarettista e doppiatore italiano (Rodi, n. 1927 - Roma, † 2009)
- Oreste Palella, attore, regista e sceneggiatore italiano (Messina, n. 1912 - Roma, † 1969)
- Oreste Rizzini, attore, doppiatore e dialoghista italiano (Milano, n. 1940 - Roma, † 2008)

## Aviatori(1)
- Oreste Salomone, aviatore e militare italiano (Capua, n. 1879 - Padova, † 1918)

## Avvocati(3)
- Oreste Ferrara, avvocato e politico italiano (Napoli, n. 1876 - Napoli, † 1972)
- Oreste Lo Valvo, avvocato, pubblicista e saggista italiano (Palermo, n. 1868 - Palermo, † 1947)
- Oreste Marcoz, avvocato e politico italiano (Aosta, n. 1905 - Challand-Saint-Victor, † 1972)

## Baritoni(2)
- Oreste Benedetti, baritono italiano (Pisa, n. 1872 - Novara, † 1917)
- Oreste Mieli, baritono e tenore italiano (Galbiate, n. 1870 - Galbiate, † 1924)

## Bassi(1)
- Oreste Luppi, basso italiano (Roma, n. 1870 - Milano, † 1952)

## Botanici(1)
- Oreste Mattirolo, botanico, micologo e biologo italiano (Torino, n. 1856 - Torino, † 1947)

## Calciatori(18)
- Oreste Benatti, calciatore italiano (Mirandola, n. 1905 - Roma, † 1982)
- Oreste Benet, calciatore italiano (Farra d'Isonzo, n. 1910)
- Oreste Brondi, calciatore italiano (Livorno, n. 1915)
- Oreste Canova, calciatore italiano
- Oreste Chinol, calciatore italiano (Treviso, n. 1914)
- Oreste Cioni, calciatore e allenatore di calcio italiano (Castellammare di Stabia, n. 1913 - Terni, † 1968)
- Omar Corbatta, calciatore argentino (Daireaux, n. 1936 - Avellaneda, † 1991)
- Oreste Guaraldo, calciatore italiano (Lusia, n. 1922 - Fiano, † 1999)
- Oreste Mazzia, calciatore italiano (Torino, n. 1883 - Pettinengo, † 1918)
- Oreste Menighetti, calciatore italiano (Casale Monferrato, n. 1916 - Padova, † 1997)
- Oreste Moretti, calciatore italiano (Lecco, n. 1902)
- Oreste Perfetti, calciatore italiano (Lainate, n. 1897 - Milano, † 1927)
- Oreste Roccasecca, calciatore italiano (Roma, n. 1926 - Roma, † 1990)
- Oreste Rosa, calciatore italiano (Balzola, n. 1894 - Balzola, † 1978)
- Oreste Sallustro, calciatore paraguaiano (Asunción, n. 1911)
- Oreste Scaffone, calciatore italiano
- Oreste Tosini, calciatore italiano (Alessandria, n. 1904 - Genova, † 1965)
- Oreste Viganò, calciatore italiano (Milano, n. 1891)

## Canoisti(1)
- Oreste Perri, ex canoista, politico e dirigente sportivo italiano (Castelverde, n. 1951)

## Canottieri(1)
- Oreste Grossi, canottiere italiano (Livorno, n. 1912 - Livorno, † 2008)

## Cardinali(1)
- Oreste Giorgi, cardinale e arcivescovo cattolico italiano (Valmontone, n. 1856 - Roma, † 1924)

## Ciclisti su strada(3)
- Oreste Cignoli, ciclista su strada italiano (Voghera, n. 1893 - † 1980)
- Oreste Conte, ciclista su strada italiano (Torreano di Martignacco, n. 1919 - Bergamo, † 1956)
- Oreste Magni, ciclista su strada italiano (Albese con Cassano, n. 1936 - Ravenna, † 1975)

## Compositori(2)
- Oreste Carlini, compositore e direttore d'orchestra italiano (San Casciano in Val di Pesa, n. 1827 - Livorno, † 1902)
- Oreste Sindici, compositore italiano (Ceccano, n. 1828 - Bogotà, † 1904)

## Critici letterari(1)
- Oreste Macrì, critico letterario, filologo e ispanista italiano (Maglie, n. 1913 - Firenze, † 1998)

## Dirigenti sportivi(1)
- Oreste Cinquini, dirigente sportivo italiano (Viareggio, n. 1947)

## Doppiatori(1)
- Oreste Baldini, doppiatore, direttore del doppiaggio e dialoghista italiano (Milano, n. 1962)

## Drammaturghi(2)
- Oreste Mentasti, commediografo e regista cinematografico italiano (Torino, n. 1859 - Torino, † 1935)
- Oreste Pelagatti, drammaturgo italiano (Civitella del Tronto, n. 1944 - Firenze, † 2002)

## Fisici(2)
- Oreste Murani, fisico e politico italiano (Monterubbiano, n. 1853 - Monterubbiano, † 1937)
- Oreste Piccioni, fisico italiano (Siena, n. 1915 - Rancho Santa Fe, † 2002)

## Fotografi(2)
- Oreste Pasquarelli, fotografo e inventore italiano (Giarole, n. 1846 - Casale Monferrato, † 1918)
- Oreste Pipolo, fotografo italiano (Napoli, n. 1949 - Napoli, † 2015)

## Funzionari(2)
- Oreste Cimoroni, prefetto e politico italiano (L'Aquila, n. 1890 - L'Aquila, † 1945)
- Oreste, prefetto romano

## Generali(6)
- Oreste Bandini, generale italiano (Borgo San Lorenzo, n. 1860 - rada di Valona, † 1916)
- Oreste Baratieri, generale e politico italiano (Condino, n. 1841 - Vipiteno, † 1901)
- Oreste De Gaspari, generale italiano (Potenza, n. 1864 - Genova, † 1933)
- Oreste Fortuna, generale italiano (Potenza, n. 1893 - Roma, † 1973)
- Oreste Genta, generale e aviatore italiano (Frasso Sabino, n. 1911 - Roma, † 2018)
- Oreste Zavattari, generale italiano (Tortona, n. 1856 - Genova, † 1941)

## Ginnasti(1)
- Oreste Capuzzo, ginnasta italiano (Rivarolo, n. 1908 - Genova, † 1985)

## Giornalisti(5)
- Oreste Bonomelli, giornalista e politico italiano (Rovato, n. 1888 - † 1974)
- Oreste De Fornari, giornalista, critico cinematografico e autore televisivo italiano (Genova, n. 1951)
- Oreste Mosca, giornalista e scrittore italiano (Napoli, n. 1892 - Mercogliano, † 1975)
- Oreste Pivetta, giornalista, scrittore e critico letterario italiano (Milano, n. 1949)
- Oreste Ristori, giornalista e anarchico italiano (San Miniato, n. 1874 - Firenze, † 1943)

## Giuristi(2)
- Oreste Ranelletti, giurista e avvocato italiano (Celano, n. 1868 - Milano, † 1956)
- Oreste Regnoli, giurista e politico italiano (Forlì, n. 1816 - Bologna, † 1896)

## Glottologi(1)
- Oreste Nazari, glottologo e indologo italiano (n. 1866 - † 1923)

## Imprenditori(4)
- Oreste Franzi, imprenditore italiano (Milano, n. 1869 - Milano, † 1942)
- Oreste Ruggeri, imprenditore italiano (Urbino, n. 1857 - † 1912)
- Oreste Simonotti, imprenditore e dirigente sportivo italiano (Verona, n. 1879 - Milano, † 1949)
- Oreste Vigorito, imprenditore e dirigente sportivo italiano (Ercolano, n. 1946)

## Ingegneri(1)
- Oreste Jacobini, ingegnere, dirigente d'azienda e politico italiano (Genzano, n. 1867 - Roma, † 1956)

## Latinisti(1)
- Oreste Badellino, latinista e lessicografo italiano (Santa Vittoria d'Alba, n. 1896 - Torino, † 1975)

## Liutai(1)
- Oreste Candi, liutaio italiano (Minerbio, n. 1865 - Genova, † 1938)

## Lunghisti(1)
- Oreste Zaccagna, lunghista, triplista e calciatore italiano (Roma, † 1969)

## Magistrati(1)
- Oreste Petrilli, magistrato e politico italiano (Nola, n. 1838 - Palermo, † 1914)

## Medici(2)
- Oreste Maggio, medico italiano (Palermo, n. 1875 - Palermo, † 1937)
- Oreste Margarucci, medico italiano (San Severino Marche, n. 1868 - Roma, † 1959)

## Militari(3)
- Oreste Bernardini, militare italiano (Pisa, n. 1908 - Passo Iziet-Ber, † 1938)
- Oreste Toscano, militare italiano (Messina, n. 1915)
- Oreste Vaccà, militare italiano (Pisa, n. 1878 - Roma, † 1899)

## Nuotatori(1)
- Oreste Muzzi, nuotatore italiano (Firenze, n. 1887 - † 1946)

## Organisti(1)
- Oreste Ravanello, organista e compositore italiano (Venezia, n. 1871 - Padova, † 1938)

## Pallavolisti(1)
- Oreste Cavuto, pallavolista italiano (Lanciano, n. 1996)

## Partigiani(3)
- Oreste Castagna, partigiano italiano (Velletri, n. 1917 - Velletri, † 2007)
- Oreste Filopanti, partigiano italiano (Milano, n. 1886 - Como, † 1966)
- Oreste Gris, partigiano italiano (Cesiomaggiore, n. 1903 - Cesiomaggiore, † 1971)

## Pittori(13)
- Oreste Albertini, pittore italiano (Certosa di Pavia, n. 1887 - Besano, † 1953)
- Oreste Amici, pittore e artista italiano (Roma, n. 1872 - † 1930)
- Oreste Betti, pittore italiano
- Oreste Bogliardi, pittore italiano (Portalbera, n. 1900 - Rapallo, † 1968)
- Oreste Carpi, pittore italiano (Poviglio, n. 1921 - Poviglio, † 2008)
- Oreste Da Molin, pittore italiano (Piove di Sacco, n. 1856 - Piove di Sacco, † 1921)
- Oreste Emanuelli, pittore italiano (Fontanellato, n. 1893 - Fidenza, † 1977)
- Oreste Forlani, pittore e illustratore italiano (Pontelagoscuro, n. 1872 - Ferrara, † 1947)
- Oreste Garaccioni, pittore italiano (Torino, n. 1881)
- Oreste Marini, pittore e critico d'arte italiano (Castel Goffredo, n. 1909 - Castiglione delle Stiviere, † 1992)
- Oreste Pizio, pittore e miniatore italiano (Torino, n. 1879 - Nole, † 1938)
- Oreste Silvestri, pittore italiano (Pollone, n. 1858 - Milano, † 1936)
- Oreste Tarditi, pittore italiano (Novello, n. 1908 - Novello, † 1991)

## Poeti(1)
- Oreste Crescentini, poeta italiano (n. 1913 - † 1971)

## Politici(9)
- Oreste Biancoli, politico italiano (Bagnacavallo, n. 1806 - Ferrara, † 1866)
- Oreste Bonomi, politico italiano (Milano, n. 1902 - Roma, † 1983)
- Oreste Gelmini, politico italiano (San Possidonio, n. 1912 - Modena, † 2005)
- Oreste Granillo, politico e dirigente sportivo italiano (Paola, n. 1926 - Reggio Calabria, † 1997)
- Oreste Lizzadri, politico e sindacalista italiano (Gragnano, n. 1896 - Roma, † 1976)
- Oreste Lodigiani, politico italiano (Lodi, n. 1941)
- Oreste Pastorelli, politico italiano (Forano, n. 1955)
- Oreste Pieroni, politico italiano (Sassari, n. 1899 - Sassari, † 1976)
- Oreste Rossi, politico italiano (Alessandria, n. 1964)

## Poliziotti(1)
- Oreste Leonardi, carabiniere italiano (Torino, n. 1926 - Roma, † 1978)

## Presbiteri(1)
- Oreste Benzi, presbitero e educatore italiano (San Clemente, n. 1925 - Rimini, † 2007)

## Progettisti(1)
- Oreste Lardone, progettista italiano (Torino, n. 1894 - Torino, † 1961)

## Registi(1)
- Oreste Gherardini, regista, attore cinematografico e sceneggiatore italiano (Napoli - Napoli, † 1953)

## Sceneggiatori(1)
- Oreste Biancoli, sceneggiatore, regista e commediografo italiano (Bologna, n. 1897 - Roma, † 1971)

## Schermidori(2)
- Oreste Moricca, schermidore e militare italiano (Filandari, n. 1891 - Bra, † 1984)
- Oreste Puliti, schermidore italiano (Livorno, n. 1891 - Lucca, † 1958)

## Scrittori(2)
- Oreste Del Buono, scrittore, giornalista e traduttore italiano (Poggio, n. 1923 - Roma, † 2003)
- Oreste Marchesi, scrittore, pittore e compositore italiano (Copparo, n. 1894 - Copparo, † 1949)

## Scultori(2)
- Oreste Calzolari, scultore italiano (Borgo San Lorenzo, n. 1852 - Mestre, † 1920)
- Oreste Chilleri, scultore italiano (Prato, n. 1872 - Firenze, † 1926)

## Sindacalisti(1)
- Oreste Tofani, sindacalista e politico italiano (Alatri, n. 1946 - Alatri, † 2017)

## Sovrani(1)
- Oreste di Macedonia, re († 396 a.C.)

## Storici(1)
- Oreste Tommasini, storico italiano (Roma, n. 1844 - Roma, † 1919)

## Vescovi(1)
- Oreste di Gerusalemme, vescovo bizantino (Gerusalemme)

## Violoncellisti(1)
- Oreste Orsini, violoncellista italiano (Pescara, n. 1919 - Roma, † 2017)